# Wapen van Valkenswaard

Wapen van Valkenswaard

Het wapen van Valkenswaard is op 10 februari 1954 bij Koninklijk Besluit aan de gemeente Valkenswaard toegekend. 
Dit wapen is wat betreft de beschrijving gelijk aan het wapen dat op 28 september 1819 aan de eerdere, veel kleinere gemeente Valkenswaard was toegekend. 
Alleen de weergave van het wapen verschilt.

## Geschiedenis
Valkenswaard was tot de Franse tijd nooit zelfstandig geweest en had nooit eigen schepenbank gehad. Het dorp viel onder de schepenbank van Waalre. In 1815 vroeg de burgemeester een wapen aan met de parochieheilige, St. Nicolaas als eerste keus en een wapen met een gekroonde valk als tweede keus. Het eerste wapen is door de Hoge Raad van Adel verleend. Omdat bij de aanvraag geen kleuren waren gespecificeerd, werd het wapen in rijkskleuren toegekend.
Na de gemeentelijke herindeling van 1934, waarbij de gemeenten Borkel en Schaft en Dommelen aan de gemeente werden toegevoegd, moest er een nieuw wapen komen. Dit werd een sprekend wapen, met een gehelmde valk als sprekend element en elementen uit de wapens van de families Van Horne (hoorn), Van Cuijk (merlet) en Van Rotselaar (lelie). Met name het parochiebestuur was het met deze wijziging niet eens en vanaf 1945 zijn diverse verzoeken aan de HRvA gestuurd om het oude wapen weer te verlenen, met telkens een afwijzing omdat de gemeente na de fusie niet meer dezelfde was als voorheen. Bij het laatste verzoek, in 1952, ontving de gemeente Valkenswaard steun van de minister van Binnenlandse Zaken en verkreeg men het oude wapen weer. Van een bevestiging, zoals in het besluit genoemd, kan echter geen sprake zijn omdat de gemeente niet meer dezelfde was als in 1819.

## Blazoen

### Eerste (1819) wapen

Wapen van Valkenswaard (1819-1942)

De beschrijving van het wapen luidt: 
In azuur het beeld van de H.Nicolaas, houdende in de rechterhand een kromstaf, terwijl hij de linkerhand beschermend uitstrekt boven 3 kinderfiguren, staande op de rand van een kuip, het geheel geplaatst op een grond, alles van goud.
N.B.:
- Bij het in 1819 verleende wapen was geen beschrijving toegevoegd, maar uitsluitend een tekening.
- De heraldische kleuren zijn azuur (blauw) en goud (geel). Dit zijn de rijkskleuren.

### Tweede wapen (1942)

Wapen van Valkenswaard (1942-1954)

De beschrijving van het wapen dat werd verleend op 8 juli 1942 luidt: 
In goud een slechtvalk in natuurlijke kleur, gekapt en geschoend van keel, zittende op een vuist, gehandschoend van hetzelfde, en vergezeld in den rechterbovenhoek van een posthoorn van hetzelfde, beslagen van zilver, in den linkerbovenhoek van een merlet van keel en in den schildvoet van een lelie van hetzelfde met afgesneden voet. Het schild gedekt met een gouden kroon van 3 bladeren en 2 paarlen.
N.B.:
- Niet vermeld in e beschrijving is dat de gouden kroon een gravenkroon is met drie bladeren en twee parels. De heraldische kleuren zijn goud (geel), keel (rood) en zilver (wit).

### Derde (1954) wapen
De beschrijving van het wapen luidt: 
In azuur het beeld van de H.Nicolaas, houdende in de rechterhand een kromstaf, terwijl hij de linkerhand beschermend uitstrekt boven 3 kinderfiguren, staande op de rand van een kuip, het geheel geplaatst op een grond, alles van goud.